# Luke P. Blackburn
Luke Pryor Blackburn (16 de junho de 1816 – 14 de setembro de 1887) foi um político, médico e filantropo dos Estados Unidos, o 28º governador do Kentucky, com mandato de 1879 até 1883. Até a eleição de Ernie Fletcher, em 2003, o Blackburn foi o único médico a ocupar o cargo de governador de Kentucky. Depois de obter o diploma de médico na Universidade de Transylvania, Blackburn mudou-se para Natchez no Mississippi e ganhou reconhecimento nacional por ter implementado a primeira quarentena bem-sucedida contra a febre amarela no Vale do Rio Mississippi em 1848. Ele chegou a ser considerado como um especialista em febre amarela e muitas vezes trabalhou pro bono (voluntário) para combater os surtos. Entre seus empreendimentos filantrópicos foi a construção de um hospital para barqueiros trabalhadores no Rio Mississippi, utilizando seus recursos pessoais. Ele mais tarde com sucesso pressionou o Congresso para a construção de uma série de hospitais semelhantes ao longo do Mississippi.
Embora a idade adiantada para servir nas forças armadas, Blackburn apoiou os confederados durante a Guerra de Secessão. Nos primeiros dias da guerra, ele agiu como um agente civil para os governos de Kentucky e Mississippi. De 1863, ele estava ajudando os Blockade runner (contorno de bloqueio) dos confederados no Canadá. Em 1864, ele viajou a Bermuda para ajudar a combater uma epidemia de febre amarela que ameaçou o bloqueio confederado executando operações lá. Logo após o fim da guerra, um agente de duplo confederado acusou-o de ter efetuado uma trama para iniciar uma epidemia de febre amarela no norte dos Estados Unidos que poderia ter prejudicado o esforço da União (assim referido os estados do norte) na guerra. Blackburn foi acusado de recolher roupas de cama e roupas usadas pelos pacientes de febre amarela e o contrabandeá-los para estados do norte para serem vendidos. As provas contra o Blackburn foram consideráveis, embora muito circunstanciais ou fornecida por testemunhas de reputação questionável. Embora ele tenha sido absolvido por um Tribunal de Toronto, a opinião pública foi decididamente contra ele em grande parte dos Estados Unidos. Hoje, os historiadores ainda discordam quanto a força das evidências do papel representado por Blackburn na trama alegada. Se o enredo era real, ele representa uma das primeiras tentativas conhecidas em guerra biológica. Qualquer parcela desta natureza foi destinada ao fracasso, no entanto. Em 1900, Walter Reed descobriu que a febre amarela é transmitida por mosquitos, não por contato.
Blackburn manteve-se no Canadá, para evitar um processo por autoridades dos EUA, mas ele retornou ao seu país de origem em 1868 para ajudar a combater um surto de febre amarela ao longo da costa do golfo do Texas e Louisiana. Embora não estivessem extintas as acusações contra ele, não foi preso ou processado. Ele reabilitou a sua imagem pública por auxílio de tratamento em surtos de febre amarela em Memphis, no Tennessee, em 1873, em Fernandina, na Flórida, em 1877 e Hickman, no Kentucky, em 1878. Apelidado de "herói de Hickman", as ministrações de Blackburn impulsionaram a nomeação democrata para governador no ano seguinte. Na eleição geral, ele derrotou o republicano Walter Evans por larga margem. Como governador, Blackburn obteve a aprovação de várias reformas nas áreas de finanças e obras públicas, mas seu destaque em realização ocorreu na área de reforma penal. Preocupado com as condições deploráveis da penitenciária de Frankfort, Blackburn tentou aliviar a superlotação por meio do uso liberal de indulto de governador, que lhe valeu o apelido jocoso de "Leniente Luke". Ele também garantiu a aprovação da construção de uma nova penitenciária em Eddyville, a adoção de um sistema de direção e gestão para substituir a corrupta fiscalização privada da antiga Penitenciária e a implementação do primeiro sistema de liberdade condicional do estado. Embora seu registro da reforma levou historiadores a elogiarem como "o pai da reforma prisional em Kentucky", seu registro de indultos liberais e gastos do escasso dinheiro dos contribuintes para melhorar as condições de vida dos prisioneiros eram impopulares na época, sendo vaiado e gritado na convenção de nomeação de seu próprio partido, em 1883. Após seu mandato como governador, ele retornou à sua prática médica e morreu em 1887. O Blackburn Correctional Complex, um presídio de segurança mínima perto de Lexington, em Kentucky, foi assim nomeado em sua homenagem em 1972.

## Infância e família
Luke Blackburn nasceu a 16 de junho de 1816, no Condado de Woodford.[a] Foi o quarto de treze filhos de Edward M. ("Ned") e Lavínia (Bell) Blackburn. O tio-avô de Blackburn, Gideon Blackburn, foi um missionário presbiteriano conhecido e serviu como Presidente do Centre College em Danville no Kentucky. Muitos dos parentes do Blackburn eram do meio político. Seu avô materno foi um delegado à Convenção Constitucional 1799 do Kentucky e seu tio, William Blackburn, "Presidente Pro Tempore do Senado de Kentucky" e vice-governador atuante na administração do governador James Turner Morehead. O notável estadista Henry Clay foi seu primo distante e ocasionalmente visitou a casa de Blackburn.

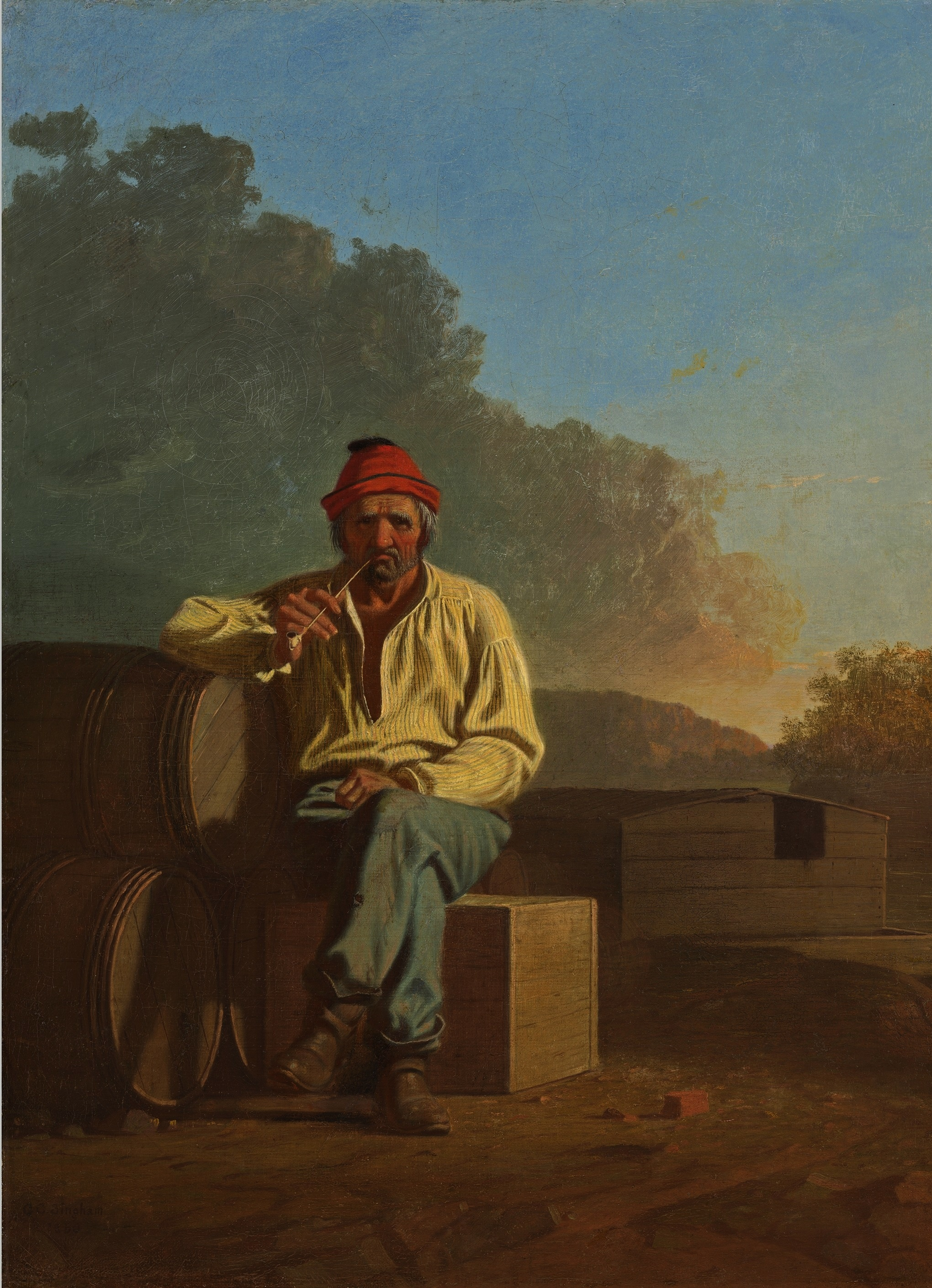
Primeiros trabalhos filantrópicos de Blackburn beneficiaram barqueiros do Rio Mississippi.

Blackburn obteve sua educação em escolas públicas. Aos 16 anos ele começou um aprendizado médico com seu tio, o médico Churchill Blackburn. Durante seu aprendizado, ele ajudou seu tio no tratamento de vítimas de epidemias de cólera em Lexington e Paris. Ele mais tarde matriculou-se para a Universidade da Transilvânia em Lexington, Kentucky, onde obteve um diploma de médico em março de 1835. Após a graduação, ele iniciou o exercício da medicina em Lexington e foi fundamental na luta contra a epidemia de cólera nas proximidades de Versalhes. Ele não aceitou nenhum tipo de pagamento por seus serviços durante a epidemia.
Em 24 de novembro de 1835, Blackburn, casou com sua prima distante, Ella Gist Boswell.[b] O pai de Boswell, Dr. Joseph Boswell, havia morrido na epidemia de cólera de Lexington um ano antes. O único filho do casal, Cary Bell Blackburn, nasceu em 1837. Justo antes do nascimento de Cary, Blackburn investiu fortemente no setor de ensacamento e corda de cânhamo e sofreu uma significativa perda financeira, quando o empreendimento posteriormente faliu. Em 1843, Blackburn foi eleito como membro do Partido Whig para a câmara dos representantes do Kentucky e exerceu um único e exíguo mandato. Ele não tentou a reeleição, então em 1844 ele e seu irmão mais novo abriram um consultório médico em Frankfort no Kentucky.
Atraídos pela economia próspera da cidade, os Blackburns mudaram-se para Natchez no Mississippi, em 1847. Luke Blackburn rapidamente se tornou um membro ativo da Comunidade, ajudando a fundar uma sociedade de Temperança (visava reduzir o consumo de álcool), ingressou em um grupo miliciano e tornou-se o administrador de um hospital local. Ele se tornou um colaborador próximo de Jefferson Davis e William Johnson. Em 1848, Blackburn serviu como diretor de saúde da cidade e implementou a primeira quarentena bem-sucedida contra um surto de febre amarela no Vale do Rio Mississippi. Usando seus próprios fundos pessoais, ele estabeleceu um hospital para barqueiros que navegavam o Rio de Mississippi. Ele também com sucesso pressionou o Congresso para estabelecer um hospital em Natchez. Após a sua conclusão em 1852, foi nomeado cirurgião na instituição. Em 1854, implementou uma outra quarentena bem-sucedida contra a febre amarela. O legislativo do Mississippi encarregou Blackburn para pressionar o legislativo do estado da Louisiana para estabelecer uma quarentena em Nova Orleans com o fim de proteger as cidades ao longo do Rio Mississippi. A Louisiana autorizou ele para organizar esse sistema.
Blackburn e seu filho Cary viajaram para a Filadélfia, em setembro de 1854, para garantir o aprendizado de Cary junto ao notável médico Samuel D. Gross. Enquanto eles estavam lá, um surto de febre amarela atingiu Fort Washington perto de Long Island, Nova York. O prefeito da cidade de Nova York pediu para Blackburn ajudar a tratar as vítimas da epidemia. Blackburn aceitou o convite e recusou compensação por seus serviços. Quando ele voltou para casa em novembro de 1856, ele encontrou sua esposa Ella, que sofria de hidropisia, uma afecção nervosa, doente com febre. Apesar dos esforços do Blackburn para salvá-la, a condição de Ella Blackburn se agravou e ela morreu antes do fim do mês. Blackburn restou muito triste e amigos o encorajaram para um turismo na Europa, como ele havia falado muitas vezes sonhar fazer, para aliviar sua dor. Ele fez isso no início de 1857, visitando hospitais na Inglaterra, Escócia, França e Alemanha. Enquanto em Paris, Blackburn conheceu a conterrânea Kentuckiniana Julia M. Churchill, que estava viajando com sua irmã e uma sobrinha. Blackburn e Julia Churchill encerraram o passeio, retornado para casa e casaram-se em novembro de 1857. Depois de sua lua de mel, o casal fixou residência em Nova Orleans, então em janeiro de 1858 Blackburn retomou sua atividade médica. Um breve poema escrito por Blackburn indica que o casal teve uma filha chamada Abby, mas a criança morreu aparentemente em tenra idade, sendo que suas datas de nascimento e morte são desconhecidas.

## Guerra civil
Blackburn simpatizava com a Confederação na eclosão da Guerra Civil. Muito velho para se alistar no exército confederado, atuou como enviado para o governador Beriah Magoffin do Kentucky para obter armas da Louisiana para a defesa de Kentucky, mas ele não conseguiu obter. No início de 1862 ele foi designado para o grupo do Major-General Sterling Price como um cirurgião. O governador do Mississippi John J. Pettus nomeou-o como um dos dois comissários para supervisionar o tratamento de soldados feridos do estado em fevereiro de 1863. Depois de cuidados médicos suficientes para os feridos, Blackburn viajou para Richmond, na Virgínia, para reunir-se com secretário confederado da guerra James Seddon e se ofereceu para servir como Inspetor-geral dos hospitais e acampamentos sem receber compensações ou méritos. Quando a oferta foi recusada, o governador Pettus pediu para Blackburn viajar para o Canadá para coletar disposições para os corredores de bloqueio de lá. Blackburn e sua esposa, seguiram pelo Mississippi para Halifax, Nova Escócia, em agosto de 1863, em seguida, foram para Toronto, onde eles alojaram-se em uma pensão. Em uma ocasião, Blackburn foi a bordo de um navio Blockade running (contornando bloqueio) que transportava gelo de Halifax para Mobile, Alabama, tendo o navio sido capturado pela Marinha da União. Os funcionários da União assumiram que Blackburn era um passageiro civil no navio e soltaram, depois ele voltou para o Canadá.
Uma devastadora epidemia de febre amarela atingiu a ilha das Bermudas em abril de 1864. A ilha foi uma grande base de operações para os corredores do bloqueio dos Confederados e a epidemia ameaçou suas operações de continuarem lá. A pedido de Charles Monck, governador geral do Canadá, Blackburn viajou as Bermudas para ajudar soldados e civis. Blackburn continuou realizando os cuidados médicos até meados de julho, quando ele voltou rapidamente a Halifax. A epidemia da ilha continuou e Blackburn voltou para lá em setembro para continuar ajudando as vítimas. Ele permaneceu lá até que o surto diminuísse em meados de outubro. Por seus esforços em Bermuda, Blackburn recebeu 100 libras esterlinas e um elogio da Rainha Vitória. Embora pouco se sabe de suas ações no Canadá no restante da guerra, contra ele foi espalhado boatos por ter participado de uma trama para incitar maciças insurreições na Nova Inglaterra como uma diversão, permitindo que o agente companheiro confederado Thomas Hines conduzisse uma evasão da prisão Camp Douglas em Chicago. Quando a notícia da trama foi divulgada aos dirigentes da União, enviaram tropas para reforçar Boston, Massachusetts, alvo de rumores de Blackburn, anulando seu papel na operação.

### Trama de febre amarela

Presidente Abraham Lincoln foi indicado como um alvo de febre amarela de Blackburn.

Em 12 de abril de 1865, poucos dias depois da última grande batalha da Guerra Civil, um agente duplo dos Confederados, chamado Godfrey Joseph Hyams procurou o cônsul dos Estados Unidos em Toronto, alegando ter informações sobre uma trama de Blackburn para infectar as cidades do Norte com a febre amarela. Hyams disse que ele e Blackburn tinham sido introduzidos pelo agente confederado Robinson no Queen's Hotel em Toronto em Dezembro de 1863. De acordo com a Hyams, ele concordou em ajudar o Blackburn contrabandear em troncos as roupas utilizadas pelos pacientes infectados com a febre amarela em Boston, Massachusetts; Filadélfia, Pensilvânia; Washington, D.C.; New Bern, Carolina do Norte e Norfolk da Virginia (este último estado teve duas cidades ocupadas por tropas da União). Hyams disse que foi instruído para vender o conteúdo dos troncos aos comerciantes de vestuário, uma vez que Blackburn, acreditava como muitos outros do século XIX, que a febre amarela poderia ser transmitida por contato, esperava que ao dispersar os artigos "contaminados" por essas grandes cidades ele poderia desencadear uma epidemia que iria inviabilizar o esforço de guerra do Norte. Hyams alegou ainda que Blackburn tinha enchido uma valise com finas camisas e instruiu-o a entregar ao Presidente Abraham Lincoln na Casa Branca, como presente de um admirador anônimo. Após a conclusão dessas tarefas, Hyams afirmou, que Blackburn tinha prometido a pagar-lhe $60.000. Hyams alegou que ele entregou as roupas dos troncos, conforme o combinado, mas não tentou entregar a valise ao Presidente Lincoln. De acordo com seu depoimento, nunca recebeu mais do que agradecimento verbal como compensação pelos seus esforços, o que provocou sua decisão de revelar a trama às autoridades.
Testemunhos independentes de Hyams, indicam que funcionários de Bermudas tinham recebido informações que Blackburn tinha coletado uma segunda carga de peças "contaminadas" de vestuário e roupa de cama. De acordo com a esta informação, Blackburn contratou com Edward Swan, dono de um hotel em St. George, para armazená-los até meados de 1865 e, em seguida, enviá-los para Nova York, presumivelmente na tentativa de iniciar um surto lá. Receptada esta informação, oficiais das Bermudas invadiram o Swan hotel e encontraram três troncos de vestuário e roupa de cama com manchas consistentes de "vômito negro" sintomático da febre amarela. Swan foi preso e acusado de violar o código de saúde local. O conteúdo dos troncos foram embebidos em ácido sulfúrico e enterrados.
O assassinato de Abraham Lincoln, apenas dois dias depois de Hyams relatar sua história para autoridades canadenses aumentou nos Estados Unidos o interesse em prender Blackburn para ligar o assassinato do Presidente ao confederado Jefferson Davis e seus agentes no Canadá. O Departamento de Justiça militar dos EUA ordenou a prisão de Blackburn por tentativa de homicídio, mas uma prisão não poderia ser efetuada porque Blackburn foi para o Canadá, onde ficou fora do alcance da jurisdição. A descoberta subsequente da segunda carga de vestuário e roupas de camas em Bermudas convenceu as autoridades canadenses para agir. Prenderam Blackburn em 19 de maio de 1865, cobrando-lhe por violação de neutralidade do Canadá na Guerra Civil. Ele foi liberado até o julgamento pagando fiança de $8.000. Em outubro de 1865 um tribunal de Toronto absolveu Blackburn pela razão de que os troncos com vestuário tinham sido enviados de Nova Scotia, que estava fora da jurisdição do Tribunal. Uma acusação de conspiração de assassinato foi abandonada após o advogado do Blackburn lembrar ao Tribunal que tal julgamento só poderia ser feito se o acusado tivesse feito uma tentativa contra a vida do chefe de estado. Blackburn não depôs no julgamento e só falou da trama anos mais tarde, quando o denunciou como "demasiado absurda para cavalheiros inteligentes acreditarem".
Historiadores discordam quanto a força da evidência contra Blackburn, bem como muitos dos registros dos confederados e federais relativos ao caso foram perdidos. Escrevendo no jornal America's Civil War, o  médico da Marinha americana J. D. Haines, observa que os agentes dos Confederados, que testemunharam contra Blackburn, possuíam reputação duvidosa. Hyams em particular tornou-se "testemuna protegida" imune de acusação e foi pago por seu testemunho. Haines também aponta que a reputação anterior de Blackburn como um humanitário foi ignorada. A histeria após o assassinato de Lincoln gerou teorias de conspiração abundantes e nortistas foram inclinados a acreditar no pior sobre alguém da Confederação. O New York Times vilipendiou Blackburn como "O demônio de febre amarela" e "um demônio horrível". O historiador Edward admite que as evidências contra o Blackburn eram apenas circunstanciais, mas em seu livro Blood on the Moon, ele afirma que as evidências suficientes existiam não só para provar o envolvimento do Blackburn na trama, mas para mostrar que oficiais confederados, incluindo o Presidente Jefferson Davis estavam cientes, toleraram e financiaram. Se for verdade, teria a trama de Blackburn representado uma das primeiras tentativas de guerra biológica.

## Trabalho humanitário do pós-guerra
Após a sua absolvição, Blackburn manteve-se no Canadá, para evitar a detenção e acusação por autoridades dos EUA. Quando soube de um surto de febre amarela em Nova Orleans e a Costa do Golfo de Texas, Blackburn escreveu ao presidente Andrew Johnson, em 4 de setembro de 1867, pedindo permissão para retornar aos Estados Unidos e ajudar a tratar a doença. Não aguardou a resposta de Johnson, que nunca veio, Blackburn voltou para os EUA, chegando em Louisville, a 25 de setembro de 1867, a caminho de Nova Orleans. Após os atendimentos durante a epidemia, ele e sua família mudaram-se para uma plantação no Arkansas, de propriedade de sua esposa.
Nenhuma tentativa de detenção Blackburn foi feita, então ele retornou para Kentucky com sua família no início de 1873. A família vivia no Louisville's Galt House hotel e Blackburn retomou sua prática médica naquela cidade. Durante uma epidemia de cólera em 1873, Blackburn, com razão, teorizou que a doença era transmitida pelo consumo de água contaminada, mas a maioria dos cidadãos preferiu aceitar a teoria de concorrentes que a cólera era uma doença miasmática. Esta teoria foi defendida por Thomas S. Bell, um médico mais conhecido em Louisville. Milhares morreram como resultado de não ouvir conselhos do Blackburn para ferver a água potencialmente contaminada antes de beber. O trabalho filantrópico de Blackburn incluiu o tratamento de vítimas de surtos de febre amarela em Memphis, Tennessee, em 1873 e Fernandina, Flórida, em 1877. Ele se recusou a aceitar remuneração por seus serviços em qualquer cidade, mas recebeu presentes dos residentes em todos os casos. Diversos jornais do Sul também manifestaram grande estima pelos bons serviços prestados por Blackburn.
O Louisville's Courier-Journal fez um anúncio da candidatura de Blackburn para a nomeação democrata para governador do Kentucky, em 11 de fevereiro de 1878. Não está claro por que, com pouca experiência política prévia, ele decidiu se candidatar. Ele pode ter sido influenciado pelos membros da sua família que estavam envolvidos na política. Seu irmão Joseph foi, na época, membro da Câmara dos representantes dos Estados Unidos, e outro irmão, James, foi senador de Kentucky. Dois dos irmãos de sua esposa também ocuparam cargos políticos, Samuel Churchill foi Secretário de estado, dos governadores John L. Helm, de John W. Stevenson e Leslie de Preston, e também Thomas Churchill atuou como tesoureiro e mais tarde Governador do estado de Arkansas. Seja qual fosse a razão, mesmo que seus amigos não acreditassem que seu anúncio era adequado devido a sua inexperiência política. Ele iniciou sua campanha com um discurso no Condado de Owen em 29 de março de 1878.

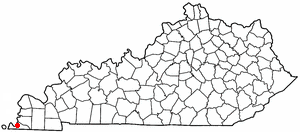
A ajuda de Blackburn durante um surto de febre amarela em Hickman, Kentucky (marcado) valeu-lhe o apelido de "Herói de Hickman"

Quase ao mesmo tempo do começo de sua campanha governamental, Blackburn apareceu antes da Assembleia Geral de Kentucky para defender medidas de proteção do estado contra surtos de doenças, incluindo a criação de um conselho de saúde do estado e a construção de centros de quarentena em cidades de fronteira no estado. Em grande parte, seus fundamentos foram ignorados, com exceção de sua proposta para o conselho de saúde estadual, que foi criada em março de 1878. Logo depois chegaram notícias de que a febre amarela tinha aparecido no Vale do Mississipi mais cedo que o habitual e até agosto de 1878 havia atingido proporções epidêmicas. Blackburn defendeu a implementação de quarentena para lidar com o afluxo de pessoas fugindo do norte para escapar da doença, mas muitos dos médicos do Estado não acreditaram que a febre amarela pudesse existir distante do norte como Kentucky. Algumas cidades na região de Jackson Purchase tentaram implementar quarentenas emergenciais, mas na cidade de Louisville foi completamente ignorado o conselho de Blackburn e bem receberam refugiados do Sul. Blackburn temporariamente interrompeu sua campanha para governador e viajou para Louisville para ajudar a tratar aqueles que lá chegavam com a doença.
Em 5 de setembro, o prefeito de Hickman no Kentucky, uma pequena cidade ocidental ao longo do Rio Mississippi, telegrafou ao conselho de saúde do estado, informando-lhes que febre amarela atingira níveis epidêmicos na cidade, solicitando o envio de Blackburn até eles tão logo possível. Blackburn chegou em 7 de setembro encontrando cerca de 20 por cento da população da cidade doente com febre amarela. Ele organizou as equipes de limpeza para desinfectar a cidade e uma esquadra de negros para proteger casas vacantes. No final de setembro, quando pareceu a ele que a epidemia de Hickman havia diminuído, Blackburn viajou para Chattanooga e Martin no Tennessee, para prestar auxílio, mas dez dias após, ele recebeu a notícia de que o surto de Hickman havia ressurgido e se espalhara para a cidade vizinha de Fulton, Kentucky. Blackburn voltou para a área e continuou seus atendimentos até final de outubro, quando o surto totalmente tinha desaparecido.

## Governador do Kentucky

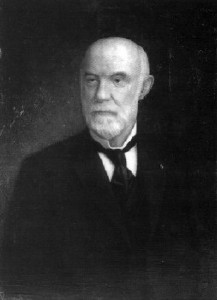
Walter Evans, adversário de Blackburn na eleição para governador de 1879.

Voltando para Louisville, Blackburn foi festejado no Galt House hotel. Durante semanas, recepções foram realizadas em sua honra, presentes de agradecimento chegavam de todo o estado e região, sendo saudado como o "herói de Hickman". Foi neste contexto que ele retomou sua campanha para governador em novembro de 1878. Dois outros candidatos também procuraram a nomeação democrata para governador: vice-governador John C. Underwood e o antigo deputado Thomas Laurens Jones. Antes do surto de febre amarela, Underwood havia sido o favorito, mas o sentimento público transformou-se favoravelmente para o Blackburn após seu serviço ao povo de Hickman. Underwood questionou se antecedentes médicos de Blackburn tinham adequadamente preparado para ser o chefe do Executivo do Estado. Montou também um falido questionamento legal que alegava que Blackburn não preenchia o requisito de sete anos de residência no estado. No final de março de 1879 no entanto, Underwood percebeu que ele não seria capaz de superar a "avalanche" de apoio para o Blackburn e retirou sua candidatura. Em 1º de maio na convenção de nomeação Democrata, Blackburn foi indicado por uma esmagadora maioria, sendo que 935 delegados à Convenção votaram para ele em comparação com os apenas 22 para Jones.
Devido a problemas de saúde, Blackburn foi incapaz de tomar uma parte ativa na campanha. Procurou alívio de suas doenças no Crab Orchard Springs, enquanto grande parte dos discursos de campanha foram entregues em seu nome por seus colegas democratas Boyd Winchester, Parker Watkins Hardin, W. C. P. Breckinridge e outros. Os republicanos, que tinham nomeado Walter Evans, tinham menos oradores de campanha no Estado e estava em decisiva desvantagem. Democratas atacaram as administrações dos presidentes republicanos Ulysses S. Grant e Rutherford B. Hayes, citando os alegados abusos perpetrados no Sul por Carpetbaggers e Scalawags e alegavam que republicanos favoreceram os capitalistas sobre a classe de trabalhadora do estado. Oradores republicanos, lideradas por William O' Connell Bradley, acusavam democratas de extravagância financeira, citando um superávit de $3 milhões do tesouro do estado em 1865, em comparação com uma dívida de $1 milhão em 1878. Bradley alegou que os democratas tinham mantido seu poder no estado através da divisão eleitoral dos distritos. Ele citou as más condições na Penitenciária do Estado e financiamento inadequado do ensino público como prova de má gestão democrática do estado.
No final de maio de 1879 a Cincinnati Gazette um jornal de inclinação republicana relatou a suposta trama de Blackburn para infectar a cidades do Norte com a febre amarela durante a Guerra Civil, aparentemente a primeira vez que o incidente tinha sido relatado em Kentucky. O jornal formou um departamento especial para o único propósito de investigar as alegações contra o Blackburn e publicava uma coluna diária, na qual ela relacionava com conclusões da redação. Na sequência do inquérito da Gazeta, outros jornais do Norte, incluindo o Canton Repository, Cleveland Herald e Philadelphia Press, ridicularizaram os Kentuckinianos por terem  considerado Blackburn para  a eleição (que eles apelidaram de "Dr. Blackvomit"). O escândalo ganhou mais força nacionalmente que em Kentucky. Blackburn não respondeu às acusações e os republicanos do Kentucky mal fizeram menção, sabendo que a imprensa do Norte em geral e a Cincinnati Gazette em particular foram amplamente desacreditada no estado. O editor do Jornal de Kentucky Henry Watterson opinou que a maioria dos Kentuckinianos já sabia sobre as atividades de Guerra Civil de Blackburn e que explicitamente aprovaram elas ou foram indiferenes sobre os eventos que haviam ocorrido em uma década e meia mais cedo.
Na eleição geral, Blackburn derrotou Evans por uma votação de 125.790 (56%) para 81.882 (36%), a maior margem de vitória democrata em uma década. O candidato do partido Greenback C. W. Cook ganhou 18.954 votos, cerca de oito por cento do total de votos. Esses votos vieram principalmente à custa de Blackburn e os democratas. Até a eleição de Ernie Fletcher, em 2003, Blackburn seria o único médico eleito governador de Kentucky.

### Reforma financeira
Imediatamente após sua eleição, o Blackburn começou a planejar maneiras de equilibrar o orçamento do estado. Em seu discurso de 1880 ao legislativo, Blackburn relatou que desde 1867, o Estado passou de 3 milhões de dólares acima do que as administrações anteriores haviam tomado. Tinham pago o excesso usando dinheiro do governo federal pelas reclamações do estado pelas "declarações de guerra"  e o dinheiro do fundo de amortização do estado. Além disso, uma depressão econômica tinha reduzido os valores de propriedade e a Assembleia Legislativa tinha, em resposta à demanda do público, reduzido os impostos, causando nova redução das receitas do estado. Blackburn, com veemência, afirmou que a situação deveria ser corrigida.
Em resposta às recomendações do governador, a Assembleia Geral promulgou reformas econômicas do sistema judicial, incluindo a abolição penal, Chancelaria e tribunais de apelações comuns, dividindo o estado em 18 distritos de comarca. O número de jurados necessários para certos casos foi reduzido, salários de jurado foram fixados em uma taxa fixa e sanções estabelecidas por impugnação e solicitação do serviço de novos jurados. Valores de reembolso para transporte e escolta de prisioneiros foram estagnados para evitar a inflação de custos pela aplicação da lei local. Os salários dos funcionários do estado foram reduzidos em 20%. O imposto de propriedade do Estado também aumentou de 40 para 45 centavos por 100 dólares de bens tributáveis e leis foram reforçadas para facilitar a recolhimento de impostos em atraso.

### Reforma penal
O foco principal de Blackburn foi sobre as reformas do sistema penal do estado. De acordo com Blackburn, 953 prisioneiros foram detidos na Penitenciária do Estado, embora a estrutura contivesse apenas 780 celas. As condições na penitenciária eram pobres e resultou em muitas doenças. Um quinto dos presos do estado sofria de pneumonia, em 1875. Quando Blackburn tornou-se governador em 1879, a taxa de mortalidade de quase mil detentos na Penitenciária do Estado foi de mais de sete por cento. O escorbuto causado por má nutrição afligiu 75% dos presos. Blackburn fez uma comparação das condições na Penitenciária com o famoso buraco negro de Calcutá.
As más condições na penitenciária ocorreram devido ao fato de que o estado arrendou o gerenciamento da instalação para empresas privadas, que frequentemente negligenciavam as necessidades dos prisioneiros, a fim de cortar custos. Estes prestadores de serviços muitas vezes forneciam benefícios como serviços de lavanderia barata e refeições gratuitas aos legisladores a fim de garantir contratos e incentivá-los a ignorar o seu abuso de prisioneiros. Blackburn revogou o sistema de contrato para substituir por um sistema de supervisão por agentes de governo.
Antes da assembleia geral poder agir sobre suas recomendações, Blackburn começou a conceder indultos para aliviar a superlotação das prisões. Ele particularmente favoreceu por clemência os doentes incuráveis, para que eles pudessem ir para casa morrer com suas famílias. Durante o seu mandato Blackburn indultou mais de mil indivíduos, que lhe valeu o apelido de "Luke indulgente". Os perdões eram extremamente impopulares com o público e o partido democrático. Diversos jornais alegaram que Blackburn vendeu perdões por dois dólares cada, embora não existissem evidências para suportar tais acusações.
Na sessão legislativa de 1880, a Assembleia Geral aprovou a recomendação do Blackburn para construir uma nova penitenciária no estado em Eddyville. Os legisladores também responderam ao apelo do Blackburn para um sistema de guarda estatal, autorizando o estado a contratar um diretor, diretor adjunto, secretário, médico e capelão para a penitenciária. Como um meio de aliviar a superlotação, a Assembleia permitiu a empreiteiros privados de arrendar o trabalho de condenados da penitenciária. Estes contratantes seriam responsáveis pela alimentação, vestuário, habitação e cuidado de prisioneiros ao seu encargo. Sem supervisão destes contratantes, no entanto, os prisioneiros novamente sofriam abusos, incluindo desnutrição, excesso de trabalho e espancamentos que muitas vezes resultaram em ferimentos e morte. Finalmente, os legisladores aprovaram, pela primeira vez na história do Estado, um processo rudimentar de livramento condicional. Devido ao volume de reformas o sistema prisional do Estado, Blackburn é considerado "o pai das reformas de prisão em Kentucky".

### Outra reformas
Blackburn também era defensor de maior navegação em rios. Ele convenceu o legislador aplicar uma verba de $100.000 do Congresso dos Estados Unidos para a melhoria da navegação ao longo do rio Kentucky e deu competência concorrente ao governo federal sobre os rios Big Sandy e Licking, assim eles poderiam ser melhorados também. Os legisladores aprovaram também a construção de um canal em torno das Cataratas Cumberland e melhorias ao longo do rio Tradewater.
Outras realizações Blackburn que instituiu uma Comissão de estrada de ferro do Estado e reorganizou o Kentucky Agricultural e Mechanical CollegeKentucky. Kentucky A&M havia sido separado da Kentucky University pelo seu antecessor, James B. McCreary. Blackburn agora defendia que deveria ser colocada sob o controle e apoio do Estado. Isto foi feito e a instituição reafiliada, localizada em Lexington, tornou-se conhecida como State College. Em 1916, foi renomeada para University of Kentucky.

## Últimos anos e morte
Apesar de seu registro de reformas, líderes do Partido Democrata ficaram em grande parte descontentes com Blackburn e sua administração. Também denunciaram o seu número de registro de perdões e se ressentiam do fato de que ele não deu mais atenção para bancada do partido e a fidelidade ao nomear indivíduos para empregos do estado. Também os jornais do estado assinalaram a falta de eloquência do governador e esta avaliação adicional forneceu matéria para críticos do Blackburn. Tendo anunciado no início de seu mandato, que não iria procurar mais nenhum cargo político, Blackburn, no entanto, tentou defender seu recorde anterior em um discurso na Convenção nomeação democrata de 1883, mas vaias e gritos dirigidos para ele fez que o mesmo visse posta abaixo suas pretensões. Finalmente, Blackburn respondeu para os apartes, dizendo que ele esperava ser criticado por suas reformas, mas que quem afirmasse que sua administração era corrupta era "mentiroso, um mentiroso raso e infame". Com isso, o clamor da multidão tornou-se ensurdecedor e Blackburn foi forçado a terminar o seu discurso e sentar em seu lugar.

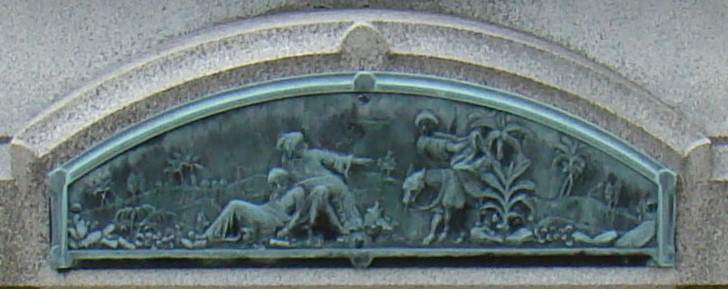
Um baixo-relevo do Bom samaritano adorna a lápide do Blackburn.

Blackburn retirou-se da vida pública, no fim de seu mandato. Visitou brevemente um resort da Virginia antes de retornar para seu apartamento no Louisville's Galt House e retomar sua prática médica. Enquanto frequentava a Conferência Nacional de caridade de 1883, Blackburn foi elogiado por suas reformas das prisões pelo orador convidado George Washington Cable. Ele também recebeu elogios em uma conferência similar em Saratoga, Nova Iorque, algumas semanas mais tarde.
Poucos meses após seu retorno a Louisville, Blackburn abriu um sanatório perto de Cave Hill Cemetery. Sua saúde debilitada impediu o sucesso do empreendimento, no entanto, em janeiro de 1887, ele voltou para a capital do estado Frankfort, uma cidade que ele considerava como sua casa, sabendo que a morte estava perto. Depois de uma prolongada doença, ele ficou em coma e morreu a 14 de setembro de 1887. Foi enterrado no cemitério de Frankfort.
Em 27 de maio de 1891, o estado ergueu um monumento no túmulo do Blackburn. O monumento de granito apresenta um baixo-relevo contendo a parábola do bom samaritano. Em 1972 o estado abriu a Blackburn penitenciária, uma prisão de segurança mínima de 1,6Km² perto de Lexington, o nome escolhido foi para sua homenagem.

## Ascendência
A ascendência de Luke P. Blackburn: